# LR Health & Beauty Systems
LR Health & Beauty Systems GmbH (LR) byla založena v roce 1985 Helmutem Spikkerem a Achimem Hickmannem ve městě Ahlen pod názvem LR Cosmetic & Marketing GmbH. Společnost LR je považována za největší německou společnost přímého prodeje v oblasti produktů pro zdraví a krásu.

## O společnosti

### Milníky

#### 1985–1989
Prvními produkty bylo několik druhů parfémů a přípravky péče o tělo. V roce 1987 byly tyto produkty pojmenovány jako: „Line Racine“ (kosmetika) a „Lady Racine“ (parfémy). V roce 1989 LR překročila 1 000 000 ks prodaných parfémů.

#### 1990–1994
LR překročila roční obrat 1 mil. DM. V roce 1991 bylo otevřeno zastoupení v Rakousku a Holandsku. V roce 1992 byly představeny dva parfémy, které patří ke stálému sortimentu: pro ženy Harem a pro muže Jungle Man.

#### 1995–1999
K 10. výročí existence došlo ke změně názvu na „LR-International“. Byl zahájen koncept firemních aut pro partnery LR, tzv. auto-koncept. Během roku došlo k předání 200 LR-Mercedesů. Magazín firmy Mercedes Benz informoval o „černém zástupu aut", který měl délku 1,3 km. Byla otevřena zastoupení: Švýcarsko, Dánsko, Norsko, Finsko, Portugalsko a Francie.

#### 2000–2004
Byla otevřena zastoupení: Rumunsko, Ukrajina. V roce 2001 byl vytvořen segment potravinových doplňků. V roce 2002 byla zahájena produkce Aloe Vera Drinking Gel. Produkci certifikoval SGS Institut Fresenius. Vzorník parfémů byl přejmenován na LR Starbox. Došlo k zahájení spolupráce např. s Michaelem Schumacherem, Heidi Klum, No Angels, Ralfem Moellerem a dalšími známými osobnostmi. V roce 2004 do LR vstoupila investiční společnosti Apax Funds, které zakladatelé, Helmut Spikker a Achim Hickmann, prodali část svých podílů.

#### 2005
Bylo otevřeno zastoupení v Austrálii. LR začala vydávat pravidelný měsíční katalog s akčními nabídkami produktů. Výroční 20. let existence firmy bylo slaveno ve městě Hannover, v areálu Expa, resp. v pavilonu Jemenu. Oslava byla s heslem „1000 a 1 noc."

#### 2006
Došlo ke změně názvu z LR International na LR Health & Beauty Systems. Společnost představila firemní motto: „LR: Your chance to change" (Tvoje šance na změnu) a „Feel good. Look great“. („Cítit se dobře. Vypadat dobře.“). Byla otevřena zastoupení: Itálie, Španělsko a Nový Zéland. Součásti Starboxu se staly parfémy, kterým propůjčily svá jména americké hvězdy.

#### 2007
LR uvedla na trh nové produkty: Colostrum, Serox, Nanogold a zubní pastu Microsilver. Tyto nové produkty byly testovány v SGS Institut Fresenius. Během akce „LR Champion Race" byly předány odměny v hodnotě 1 mil. EUR.

#### 2008
LR jako partner úspěšné TV show připravila vítězce Jenny parfém pod názvem „BeautyQueen“. Byl rozšířen auto-koncept o vozy VW Polo. První předávání vozů LR-Polo bylo ve městě Wolfsburg, a bylo zapsáno do Guinnessovy knihy rekordů. Během roku bylo předáno více než 1000 vozů LR-Polo.

#### 2009
Byla představena řada vůní Desperate Housewives (podle seriálu Zoufalé manželky): parfém Susan podle Susan Mayer (Terry Hatcher), parfém Bree podle Bree Van De Kamp (Marcia Crossová), parfém Lynette podle Lynette Scavo (Felicity Huffmanová) a parfém Gabriela podle Gabrielly Solis (Eva Longoria). Byla zahájena spolupráce s top modelem Marcusem Schenkenbergem. Investiční skupina Apax Funds získala 100% kontrolu nad společnostmi LR.

#### 2010
LR oslavila 25. let existence. Došlo k navázání spolupráce s americkým hercem Brucem Willisem, který ve Frankfurtu představil vůni se svým jménem. Této události se zúčastnilo přes 15 000 LR partnerů z 30 zemí světa. Společnost LR aktualizovala kompenzační plán. Auto-koncept byl rozšířen o vozy Porsche.

#### 2011
V dubnu bylo otevřeno zastoupení v Rusku. Během několika měsíců po otevření tohoto trhu byly v rámci auto-konceptu předány první vozy Mercedes. Do konce roku se ruské zastoupení stalo 5 nejlepším trhem v rámci LR. Do sortimentu byly zařazeny šperky (bižuterie) pod značkou LR Joyce. Tváří této řady se stala Emma Heming-Willis.

#### 2012
Produkty LR s obsahem Aloe Vera byly v nabídce již 10 let. Došlo k otevření zastoupení v Kazachstánu. Společnost získala ocenění „Marketing Award 2012“ za reklamní kampaň dámské vůně Bruce Willis „Lovingly“. Spolupráce s Brucem Willisem a jeho ženou Emmou byla prodloužena do roku 2016. Společnost ohlásila dlouhodobý 5% růst. Investiční společnost Apax Funds dostala nabídku na odkup LR.

#### 2013
Se společností začala spolupracovat top modelka Karolína Kurková. Stala se tváří parfému Karolína Kurková – parfum. Řada potravinových doplňků byla rozšířena o Mind Master Brain & Body Performance Drink, Investiční společnost Apax Funds prodala podíly ve společnostech LR sdružení investorů Quadriga Capital a Bregal Capital. Součásti prodeje byla podmínka, že své společnosti prodá také Ing. Aleš Buksa, který byl jediným majitelem LR v Česku, na Slovensku a Ukrajině.

#### 2014
LR se poprvé v historii marketingově prezentovala na německých televizních kanálech. V Portugalsku byl uveden parfém, který prezentovala TV celebrita Christina Ferreira. Společnost oznámila, že současný CEO Dr. Jens M. Abend přejde na pozici poradce představenstva skupiny firem LR.

#### 2015
LR oslavila 30 let svého působení na trhu přímého prodeje. Byly vytvořeny dva nové produkty: parfém od Guida Maria Kretschmera, který byl představen na Berlin Fashion Week, a produktová řada ZEITGARD. Výrobek ZEITGARD Cleansing Brush byl nominován na ocenění German Design Award. V září došlo k výměně na pozici CEO, kdy do funkce nastoupil Dr. Thomas Stoffmehl. Dříve působil u společnosti Bofrost. Společnost získala ocenění: „Astra Award“ od sdružení SELDIA a „Firma roka 2015" v oblasti přímého prodeje. V hodnocení DSN Announces the 2017 Global 100! byla společnost LR dle obratu na 57. místě.

#### 2016
V červenci bylo předáno v rámci auto-konceptu 200 vozů Mercedes třídy A. Dr. Thomas Stoffmeh byl jmenován předsedou sdružení SELDIA. Společnost LR představila své nové sídlo v prostorách bývalé šachty ve Vestfálsku. Došlo k podpisu smlouvy mezi LR a nadací Theodor F. Leifeld, předmětem smlouvy byla spolupráce a financování výstavby nové produkční linky zpracování Aloe Vera. Společnost ohlásila opakující se růst tržeb.

#### 2017
V dubnu byl položen základní kámen produkční linky na zpracování Aloe Vera. V hodnocení DSN Announces the 2017 Global 100! byla společnost LR dle obratu na 55. místě.

#### 2018
Společnost LR uvádí na trh novou řadu produktů LR Lifetakt,  dále práškový koncentrát LR LIFETAKT Mind Master Extreme, který je určen k rozpuštění ve vodě a konzumaci. V srpnu došlo ke změně na pozici CEO, kdy do funkce nastoupil Andreas Friesch.

#### 2019
Společnost LR spouští portál pro partnery s názvem LR MyOffice.

### Produkty
Nabídka společnosti zahrnuje výrobky pro osobní potřebu, jako jsou parfémy a kosmetické přípravky, dekorativní kosmetika, bižuterie, doplňky stravy. Podle roční účetní závěrky k 31. prosinci 2008, probíhá výroba vlastních kosmetických prostředků a výrobků pro osobní péči, výhradně v závodu v Ahlenu. Potravinové doplňky vyrábějí a plní do lahví externí dodavatelé. Dekorativní kosmetika a jiný sortiment se dováží jako komodity převážně z jihovýchodní Asie.
Dne 16. října 2013 společnost LR otevřela v Ahlenu nové výzkumné a vývojové středisko pro doplňky výživy a dietní výrobky o velikosti 320 metrů čtverečních. 

### Obrat
Podle oficiálních údajů se obrat společnosti LR vyvíjel takto:
| Rok  | Obrat (v milionech EUR) |        |
| ---- | ----------------------- | ------ |
| 1985 | 0,5                     |        |
| 1994 | 120,0                   |        |
| 1997 | 141,0                   |        |
| 2002 | 175,0                   |        |
| 2005 | 308,0                   |        |
| 2006 | 325,0                   |        |
| 2008 | 139,3                   |        |
| 2009 | 153,1                   |        |
| 2011 | 230,0                   |        |
| 2014 | 228,0                   | [ 16 ] |
| 2015 | 230,0                   |        |
| 2016 | 258,0                   |        |
| 2017 | 286,0                   | [ 20 ] |
| 2021 | 296,0                   |        |

Podle roční účetní uzávěrky k 31. prosinci 2009 vykázala společnost LR v roce 2009 celkové tržby 153,1 milionu EUR oproti 139,3 milionu EUR v předchozím roce. Z toho bylo v Německu dosaženo 73 procent. K rozvahovému dni 31. prosince 2009 měla společnost 473 zaměstnanců ve srovnání s 478 v předchozím roce a působí s 19 aktivními zahraničními společnostmi v Evropě a jednou společností v Austrálii.  LR zaměstnávala kolem 1 000 lidí po celém světě.
V roce 2011 dosáhl tržeb LR na všech trzích celkové výše 230 milionů EUR. V první polovině roku 2012 se tržby zvýšily o pět procent. V červnu 2011 otevřela LR trh v Rusku, produkty jsou distribuovány prostřednictvím poboček v Moskvě a Petrohradě. V září 2012 vstoupila společnost LR na trh v Kazachstánu.
V roce 2014 dosáhla společnost LR obratu 228 milionů EUR. V roce 2016 byly podle LR hlavními hnacími silami růstu tržeb o 15% tržby na mezinárodních trzích, jako je Turecko, Itálie, Polsko, Belgie, Nizozemsko a Španělsko, dobře rostl také německý trh. Více než 1200 zaměstnanců pracovalo pro LR po celém světě, z toho více než 600 v centrále v Ahlenu.
V roce 2016 společnost LR oznámila investice ve výši přibližně 10 milionů EUR do nového výrobního zařízení, které bylo dokončeno v roce 2017.

### Zastoupení ve světě
Společnost LR podniká v těchto zemích: Německo, Albánie, Belgie, Bulharsko, Česká republika, Dánsko, Finsko, Francie, Holandsko, Itálie, Kazachstán, Kypr, Lichtenštejnsko, Lucembursko, Maďarsko, Norsko, Polsko, Portugalsko, Rakousko, Rumunsko, Rusko, Řecko, Slovensko, Španělsko, Švédsko, Švýcarsko, Turecko a Ukrajina.

### Fakta a čísla
- 40 000 000 ks prodaných parfémů[32]
- 30 000 000 litrů prodaných Aloe Vera Drinking Gel[32]
- 25 000 odbavených zásilek denně[32]
- 1 200 zaměstnanců na pobočkách[32]
- 40 poboček po celém světě[32]
- 50 000 testovaných výrobků ročně[32]

### Vědecká rada LR
Společnost LR spolupracuje s: profesorem Dr. Robertem Llewellynem Clancym (Univerzita Newcastle, Austrálie), Prof. Dr. Martinou Kerscher (Profesorka pro kosmetickou vědu na Univerzitě Hamburg) a Dr. Wernerem Vossem (dermatest Medical Research Company, Münster).

### Členství
LR je členem profesních organizací: Verband der Vertriebsfirmen Kosmetischer Erzeugnisse e. V. (VKE), Bundesverband deutscher Industrie und Handelsunternehmen für Arzneimittel, Reformwaren, Nahrungsergänzungsmittel und Körperpflegemittel e. V. (BDIH), Bundesverband Direktvertrieb Deutschland e. V. (BDD) a Europäischer Verband für Direktvertrieb (SELDIA).

## Distribuce
Distribuce produktů probíhá prostřednictvím přímého prodeje, který je známý také pod pojmem multi-level marketing. Podle informací LR se společností spolupracuje přibližně 300 000 nezávislých partnerů. Pouze malá část z nich však působí jako distributoři, většina LR partnerů nakupuje výrobky pro vlastní potřebu.

## LR Global Kids Fund
Od ledna 2009 se LR angažuje v charitativní činnosti prostřednictvím celosvětové organizace pomoci dětem LR Global Kids Fund e. V. Tato organizace je aktivní ve 20 zemích a v roce 2017 přijala dary ve výši 574 000 EUR.

## Globální aktivity, události, informace

### 2019
- V měsících září a říjnu byla prodloužena spolupráce s: německým návrhářem Guidem Maria Kretschmerem, portugalskou podnikatelkou Cristinou Ferreira, americkým hercem Bruceem Willisem a jeho ženou, top modelkou, Emmou Heming-Willis.[37][38]
- 16. října společnost LR ohlásila, že rozšířila nabídku nápojů Aloe Vera Drinking Gel o variantu Immune Plus. Tato varianta obsahuje: 85% Aloe Vera, 8% medu, 6% zázvorové šťávy a citronové šťávy, vitamín C, zinek a selen, které mají holistický posilovací účinek na imunitní systém.[39]